# Mono County
Mono County är ett county i delstaten Kalifornien, USA. Den administrativa huvudorten (county seat) är Bridgeport. 

## Geografi
Enligt United States Census Bureau har countyt en total area på 8 112 km². 7 884 km² av den arean är land och 225 km² är vatten. 

### Angränsande countyn
- Inyo County, Kalifornien - syd
- Fresno County, Kalifornien - sydväst
- Madera County, Kalifornien - sydväst
- Tuolumne County, Kalifornien - väst
- Alpine County, Kalifornien - nordväst

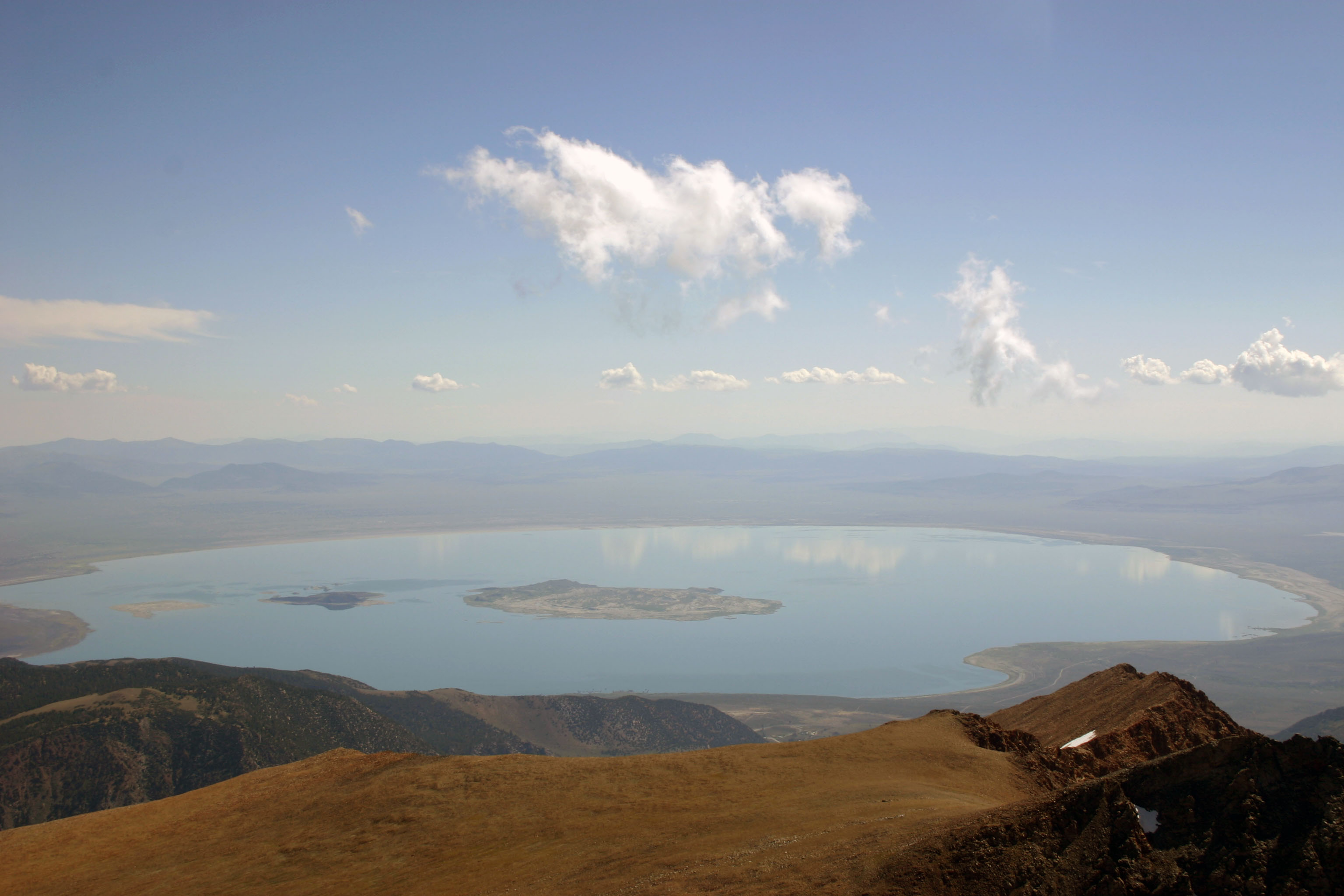
Mono Lake ligger i countyt.

- Douglas County, Nevada - nord
- Lyon County, Nevada - nordost
- Mineral County, Nevada - öst
- Esmeralda County, Nevada - sydost